# Ludovic al XVII-lea al Franței

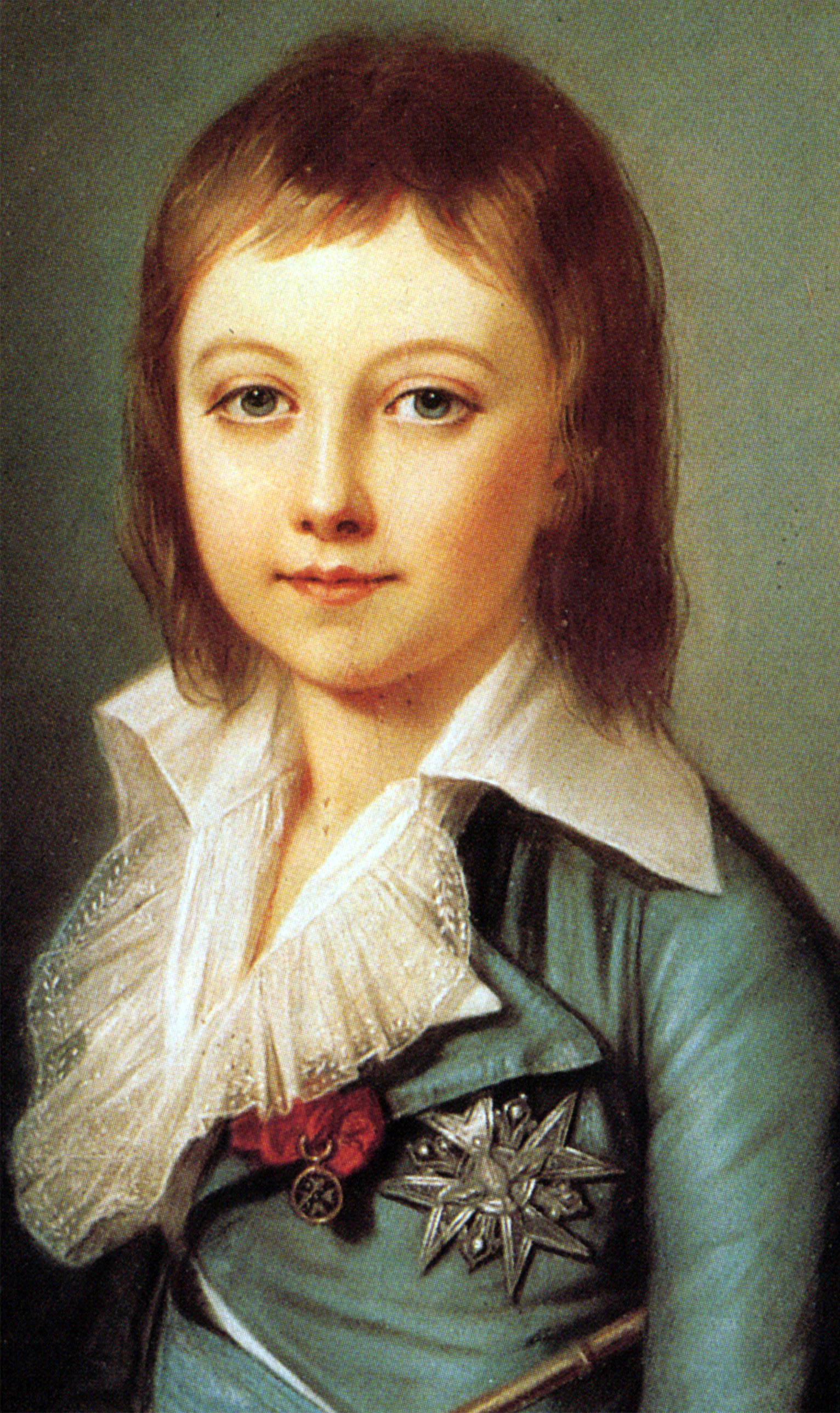
Ludovic al XVII-lea (Louis Charles)

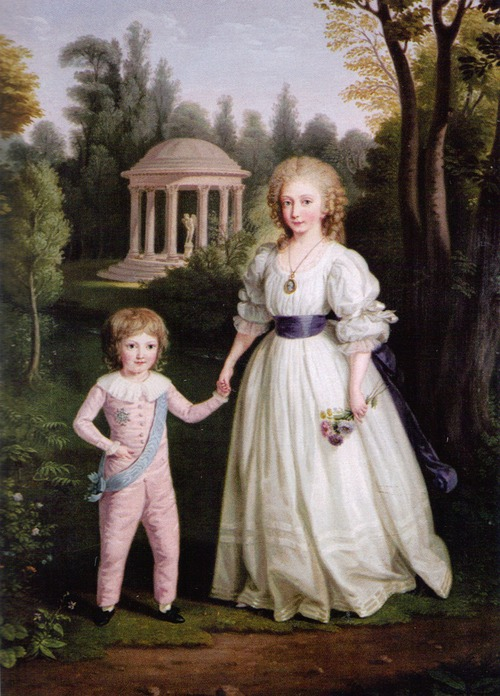
Prințul Louis Charles și sora sa Marie-Thérèse (1789)

Ludovic al XVII-lea (în franceză Louis XVII) este numele dat lui Louis Charles de France (n. 27 martie 1785, Versailles, communauté d'agglomération Versailles Grand Parc⁠(d), Regatul Franței – d. 8 iunie 1795, Paris, Prima Republică Franceză), fiul lui Ludovic al XVI-lea și al Mariei Antoaneta, considerat de regaliști ca fiind rege al Franței de la moartea tatălui său până la propriul deces (1793-1795). 

## Viața
După moartea regelui Ludovic al XVI-lea, micul Louis Charles a fost smuls de revoluționari din grija mamei și pus sub supravegherea lui Antoine Simon, un pantofar bețiv, temnicer al închisorii Temple. Acesta era unul din cei mai exaltați iacobini, recomandat pentru această slujbă de înșiși liderii revoluției, Marat și Robespierre. Misiunea sa era să-l transforme pe micul Capet (nume dat în derâdere de către revoluționari familiei regale, care nu purta nume de familie, după acela al primului rege din dinastia omonimă) într-un bun cetățean al noii republici, să-l dezbare de prejudecățile trecutului regal. Drept urmare, Simon a inițiat reeducarea micului prizonier. Mai întâi l-a privat de somn. Noaptea, după ce Louis Charles adormea, Simon îl trezea, strigându-l. După ce prințul dădea fuga la el, Simon îl trimitea înapoi cu un șut, strigându-i invective. Louis Charles a fost învățat să-și înjure familia, aristocrația și pe Dumnezeu. A fost forțat să bea și, în cele din urmă, s-a deprins cu băutura. Au fost aduse prostituate și a fost forțat să se culce cu ele, de la care s-a molipsit de boli venerice și de tuberculoză. Suferea de diaree continuă. Era amenințat constant cu ghilotina, ceea ce-i provoca frecvente leșinuri. În cele din urmă a fost pus să semneze o declarație prin care recunoștea că mama sa îl învățase să se masturbeze și că s-a culcat cu ea. A fost pus să repete aceste lucruri în fața mamei și a mătușii sale. Mărturia lui, în lipsa oricăror altor probe, a fost folosită pentru condamnarea la moarte a mamei sale, în procesul intentat acesteia de către revoluționari. La 16 octombrie 1793 regina Maria Antoaneta a fost ghilotinată. Izolat complet singur într-o celulă secretă timp de 6 luni, după rechemarea lui Simon la municipalitate în ianuarie 1794, Louis Charles s-a stins de tuberculoză, într-un mister sordid în iunie 1795, la vârsta de numai 10 ani.
La autopsie, corpul micului Louis Charles arăta subțire și osos de la subnutriție, fiind acoperit de numeroase tumori și râie. Cu această ocazie, inima lui Louis Charles a fost prelevată pe ascuns. Ea este azi păstrată în Catedrala din Saint-Denis de lângă Paris, alături de rămășițele pământești ale părinților săi și ale tuturor regilor Franței, profanate și amestecate în gropi comune la Revoluția franceză. O recentă analiză ADN a demonstrat că inima a aparținut unui copil al reginei Maria Antoaneta, punând, astfel, capăt speculațiilor celor care cred că Ludovic al XVII-lea ar fi fost eliberat pe ascuns și că descendenții săi sunt pretendenții legitimi la tronul Franței. Corpul său a fost aruncat în groapa comună de la cimitirul Sainte-Marguerite⁠(en)[traduceți] din Paris, peste alte cadavre ale victimelor Revoluției franceze. În noiembrie 1846 preotul paroh de la biserica Sainte-Marguerite a descoperit câteva cranii în cimitirul respectiv, între care unul presupus al lui Ludovic al XVII-lea. O examinare antropologică din 1894 a stabilit că respectivul craniu a fost al unui tânăr între 14 și 18 ani, pe când Ludovic al XVII-lea murise la vârsta de 10 ani.